# 稲光伸二
稲光 伸二（いなみつ しんじ、1973年3月25日 - ）は、日本の漫画家。北海道出身。
『週刊ビッグコミックスピリッツ増刊野望編』において「灰皿をもって」でデビュー。初期作品は山本直樹風のクールな作画や描写だったが、週刊連載へ移行した頃から劇画風の大仰な絵柄や描写が目立つようになった。

## 作品リスト

### 連載中
- 大江戸!!あん♥プラグド（2008年9月 - /小学館・『モバMAN』）
- 性食鬼（2010年9月 - /秋田書店・『ヤングチャンピオン烈』）

### 連載終了
- 生徒会副会長矢上さゆりは頑張っている!（原作担当、漫画：柚木N' /2014年8月号 - 2016年7月号、当初は隔月連載 / 秋田書店・『チャンピオンRED』）
- はじめての虐殺（2018年4月 - 2019年11月 / 講談社・『モーニング・ツー』）

### 単行本
- フランケンシュタイナー（小学館・『月刊IKKI』 / イッキコミックス、全1巻）
- ナイトクレイバー竜一（小学館・『ビッグコミックスピリッツ』 / ビッグコミックス、全4巻）
- 出るトコ出ましょ!（小学館・『ビッグコミックスピリッツ』 / ビッグコミックス、全13巻）
- 大江戸!!あん♥プラグド（小学館・『モバMAN』 / ビッグコミックス、既刊2巻）
- 性食鬼（秋田書店・『ヤングチャンピオン烈』 / ヤングチャンピオン烈コミックス、既刊21巻）
- しすとも（実業之日本社・『漫画サンデー』 / マンサンコミックス、全1巻）
- マーダー・インカーネイション（原作：菅原敬太 / 双葉社・『月刊アクション』 / アクションコミックス、全2巻）
- 生徒会副会長矢上さゆりは頑張っている!（原作担当、漫画：柚木N' /秋田書店・『チャンピオンRED』 / チャンピオンREDコミックス、全4巻）
- はじめての虐殺（講談社・『モーニング・ツー』 / モーニングKC、既刊3巻）

### 読切ほか
- 灰皿をもって（1994年 / 小学館・『ビッグコミックスピリッツ』増刊野望編）
- うちの猫はピストルズが好き（1995年 / 原作：北沢未也 / 小学館・『ビッグコミックスピリッツ21』増刊号）
- 天使待ち【全3話】（1997年 / 小学館・『ビッグコミックスピリッツ』）
- 幸せの涙が流れる時（高野聖ーナとの合作 / 1997年 / 小学館・『ビッグコミックスピリッツ増刊Manpuku!』）
- インターフェイス（1998年 / 竹書房・『近代麻雀ゴールド』）
- やめないで梶山先生!（2006年 / 小学館・『ビッグコミックスピリッツ Casual』）
- みさきちゃんが来るよ!!（2008年 / 小学館・『ビッグコミックスピリッツ Casual』）
- 天然娘ナイショで男子寮!（『週刊プレイボーイ』携帯サイト）
- 大人気ゲームのナゾ解明! 「レイトン教授」誕生物語（原作：横田直幸 / 2010年 / 小学館・『GAKUMANplus』）
- 超次元ヒットの秘密がここに! イナズマイレブン誕生物語（原作：横田直幸 / 2010年 / 小学館・『GAKUMANplus』）
- ダンボール戦機誕生物語（取材協力：横田直幸 / 2011年 / 小学館・『GAKUMANplus』）

## 師匠
- 山本直樹
- 三好雄己